# Diplodactylus klugei
Espèce
Diplodactylus klugei est une espèce de gecko de la famille des Diplodactylidae.

## Répartition
Cette espèce est endémique d'Australie-Occidentale. Elle se rencontre dans le bassin de Carnarvon.

## Description
C'est un gecko terrestre, nocturne et insectivore.

## Étymologie
Cette espèce est nommée en l'honneur d'Arnold G. Kluge (en). 

## Publication originale
- Aplin & Adams, 1998 : Morphological and genetic discrimination of new species and subspecies of gekkonid and scincid lizards (Squamata: Lacertilia) from the Carnarvon Basin of Western Australia. Journal of the Royal Society of Western Australia, vol. 81, p. 201-223.